# Priesitz
Priesitz este o comună în Saxonia-Anhalt, Germania.